# Maestro della Madonna di Acuto
Maestro della Madonna di Acuto (XIII secolo – XIII secolo) è stato uno scultore italiano.

## Biografia
Con la denominazione di Maestro della Madonna di Acuto, si indica l'artista anonimo che realizzò una Madonna col Bambino, nota come la Madonna di Acuto, in legno policromato, esposta a Roma, al Museo nazionale del Palazzo di Venezia, proveniente dalla località di Acuto (Frosinone), nelle vicinanze di Fiuggi.
L'opera è ritenuta il pezzo più antico di una serie di lavori simili presenti nel Lazio, quali la Madonna di Santa Maria di Vulturella presso Tivoli e quella del duomo di Alatri. ed è considerata una delle migliori e rari esempi di scultura romanica prodotta nel territorio laziale.
Anche se non è possibile attribuire tutte queste opere a un unico artista, si può sostenere che quella di Acuto sia stata un prototipo imitato e fonte di ispirazione per le altre, alcune di esse seguenti una evoluzione in senso raffinatamente gotico.
La Madonna di Acuto si caratterizza per gli elementi iconografici bizantini, come lo sfarzo decorativo, la frontalità e rigidità, l'aspetto di figura processionale, interpretandoli con una intensità e saldezza plastica, con i volumi solidi e compatti, e con un gusto monumentale, che ricordano la Madonna dello scultore comasco Benedetto Antelami, nel battistero di Parma, con l'intento di dare all'opera di Acuto un tono più umano alla Madonna, che infatti risulta priva di corona.
Un lieve principio di movimento è presente nel gesto benedicente del Bambino sostenuto dalla Vergine seduta in trono: entrambe le figure sono state impreziosite sia con finte pietre in vetro sia con due turchesi, un lapislazzuli e un piccolo smeraldo, incastonati nel fermaglio sul petto della Vergine.
Il viso della Vergine è austero, freddo e privo di espressività a evidenziare l'aspetto regale della Madonna sovrana impassibile alle preghiere dei fedeli. La posizione del Bambino seduto obliquamente conferisce un senso di profondità all'opera ed è vestito con gli ornamenti di un imperatore.
La presenza contemporanea e miscelata dello splendore bizantino e della forza romanica, assegna all'opera il carattere di un idolo barbarico, e ne fa il corrispettivo delle figure in mosaico nelle chiese romaniche del Centro Italia.
Storicamente la statua evidenzia e dimostra la diffusione del modi artistici lombardi nell'Italia centrale, come confermato dai gruppi lignei, come le famose Deposizioni di Tivoli e del Museo di Cluny.
L'opera è stata commissionata da Bonifacio VIII per donarla alla cittadina di Acuto, e da allora la statua sarebbe stata conservata all'interno della chiesetta dei Santi Rocco e Sebastiano,  fino al fine della seconda guerra mondiale.
La datazione della Madonna di Acuto all'inizio del XIII secolo, è dovuta per la sua collocazione posteriore alla Madonna antelamiana e precedente a tutte le altre opere lignee menzionate, che risultarono più vicine al gotico.